# Tufești, Brăila
Tufești (în trecut, și Ceacâru) este o comună în județul Brăila, Muntenia, România, formată numai din satul de reședință cu același nume.
Între anii 1417-1829 a făcut parte din Raiaua Brăila (Kaza Ibrail) a Imperiului Otoman.

## Așezare
Comuna se află în estul județului. Este traversată de șoseaua județeană DJ212, care urmează cursul Dunării, începând de la Brăila, către județul Ialomița înspre sud.

## Demografie
Componența etnică a comunei Tufești
     Români (93,77%)
     Alte etnii (6,23%)
Componența confesională a comunei Tufești
     Ortodocși (93,14%)
     Alte religii (0,38%)
     Necunoscută (6,48%)
Conform recensământului efectuat în 2021, populația comunei Tufești se ridică la 4.446 de locuitori, în scădere față de recensământul anterior din 2011, când fuseseră înregistrați 5.226 de locuitori. Majoritatea locuitorilor sunt români (93,77%). Din punct de vedere confesional, majoritatea locuitorilor sunt ortodocși (93,14%), iar pentru 6,48% nu se cunoaște apartenența confesională.

## Politică și administrație
Comuna Tufești este administrată de un primar și un consiliu local compus din 13 consilieri. Primarul, Ion Mărgineanu[*], de la Partidul Social Democrat, este în funcție din octombrie 2020. Începând cu alegerile locale din 2024, consiliul local are următoarea componență pe partide politice:
|  | Partid                          | Consilieri | Componența Consiliului | Componența Consiliului | Componența Consiliului | Componența Consiliului | Componența Consiliului | Componența Consiliului | Componența Consiliului | Componența Consiliului | Componența Consiliului | Componența Consiliului |
|  | ------------------------------- | ---------- | ---------------------- | ---------------------- | ---------------------- | ---------------------- | ---------------------- | ---------------------- | ---------------------- | ---------------------- | ---------------------- | ---------------------- |
|  | Partidul Social Democrat        | 10         |                        |                        |                        |                        |                        |                        |                        |                        |                        |                        |
|  | Partidul Național Liberal       | 2          |                        |                        |                        |                        |                        |                        |                        |                        |                        |                        |
|  | Alianța pentru Unirea Românilor | 1          |                        |                        |                        |                        |                        |                        |                        |                        |                        |                        |

## Istorie
Până în 1832, în zonă se aflau mai multe sate, între care Ibișu, Porumbu, Cuptoarele, Chirtu, Arama. Ele au fost forțat comasate și noul sat, cu numele de Ceacâru a luat atunci ființă. El a fost afectat de un incendiu în 1848. La sfârșitul secolului al XIX-lea, comuna făcea parte din plasa Balta a județului Brăila și avea 1618 locuitori în unicul sat component. Acolo funcționau o biserică ridicată de locuitori în 1838; o școală de băieți cu 72 de elevi, înființată în 1830; și una de fete cu 27 de eleve.
În 1925, comuna era în plasa Viziru a aceluiași județ și avea în compunere satele Ceacâru și Țibăneștii Noi, cu o populație totală de 1651 de locuitori. În 1931, comuna a primit numele de Tufești; tot atunci este atestată și comuna Tibănești, formată doar din satul de reședință.
În 1950, comunele au fost transferate raionului Însurăței și apoi (după 1960) raionului Brăila din regiunea Galați. În 1968, ele au revenit la județul Brăila (reînființat), iar comuna Tibănești s-a desființat, ca și satul ei de reședință, fiind contopit cu satul Tufești.

## Monumente istorice
Două obiective din comuna Tufești sunt incluse în lista monumentelor istorice din județul Brăila, ca monumente de interes local, ambele fiind clasificate ca monumente funerare sau memoriale. Ele sunt Monumentul Eroilor din Primul Război Mondial și din Războiul de Independență a României, aflat în curtea Căminului Cultural nr. 2 din satul Tufești; și Obeliscul în amintirea victimelor Primului Război Mondial, ridicat în 1927 în fața Căminului Cultural nr. 1, din fostul sat Tibănești.

## Personalități născute aici
- Mircea Popescu (1920 – 2004), istoric, critic de artă;
- Lucilia Georgescu-Stănculeanu (1925 - 2002), cercetătoare, folcloristă și etnomuzicologă.